# Villa Bernocchi (Legnano)
Villa Bernocchi è un edificio storico di Legnano, comune della città metropolitana di Milano, in Lombardia. L'edificio, che si trova in via Cavour, ospita la biblioteca comunale, che è stata in seguito intitolata ad Augusto Marinoni.

## Storia

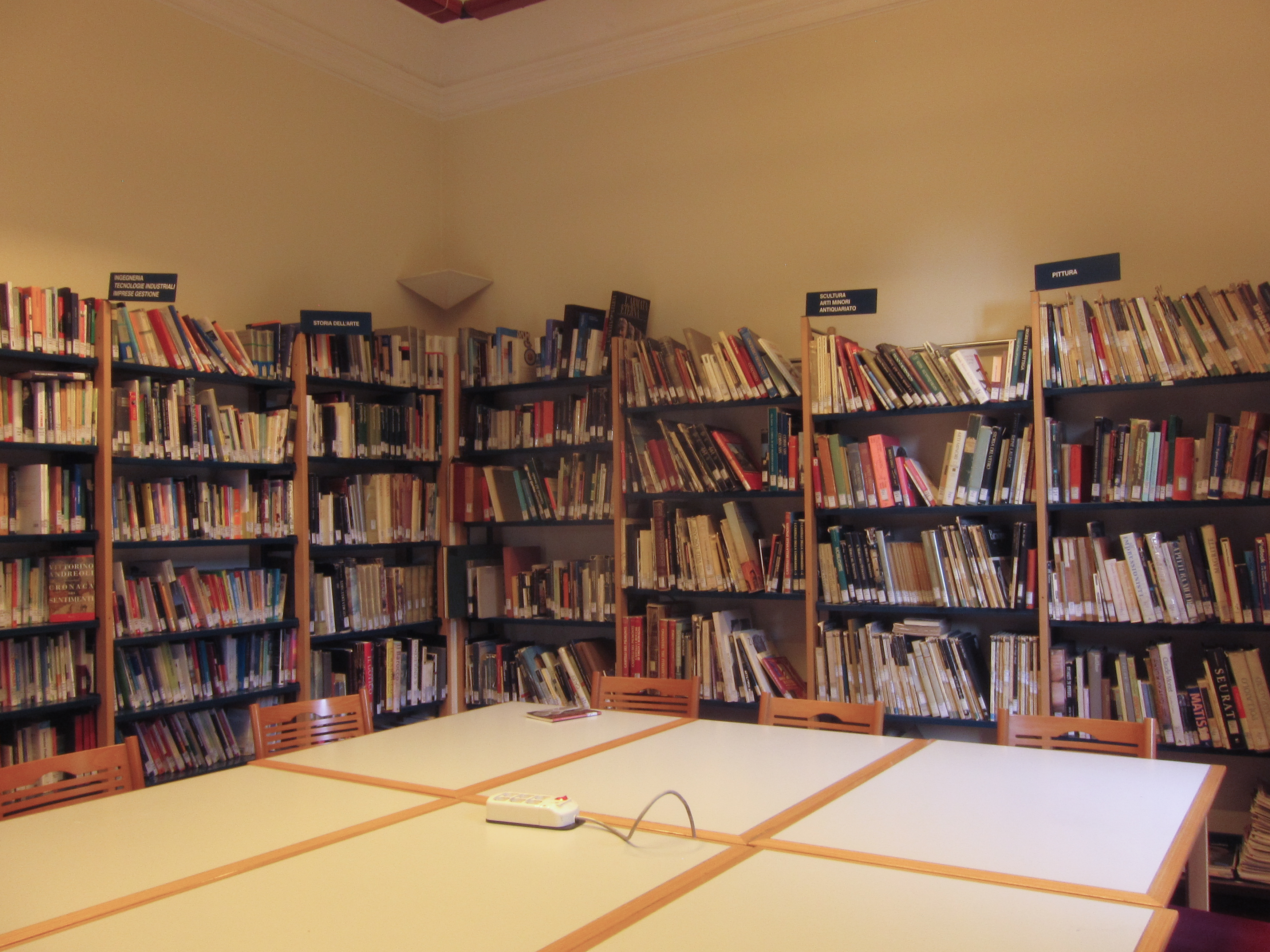
Sala all'interno della villa

L'edificio venne costruito ad inizio XX secolo. Venne originariamente abitato da Antonio Bernocchi, titolare dell'omonimo cotonificio. Questa azienda tessile, che si trovava poco lontano dalla villa, fu fondata nel 1868 a Legnano da Rodolfo Bernocchi, padre di Antonio, e chiuse i battenti nel 1971.
Lo stabilimento di Legnano del Cotonificio Bernocchi non venne demolito come successo per fabbriche analoghe di altre aziende legnanesi: per tale motivo continua a rappresentare un tipico esempio di archeologia industriale.
Nel 1980 gli eredi della famiglia Bernocchi donarono l'edificio al comune di Legnano, che lo destinò a biblioteca civica comunale. Quest'ultima fu intitolata nel 2000 ad Augusto Marinoni, eminente lessicografo, latinista e storico legnanese considerato tra i maggiori studiosi di Leonardo da Vinci. Nel 2001 Villa Bernocchi è stata completamente ristrutturata.

## Caratteristiche
La villa, che si sviluppa su due piani più un piano interrato e un sottotetto abitabile, è circondata da un ampio giardino. Lo stile architettonico della costruzione è liberty con influenze eclettiche. La superficie totale dei vari piani raggiunge i 700 m2. Di essi 380 m2 sono occupati dalla biblioteca, 170 m2 dagli uffici comunali del settore cultura e 150 m2 da magazzini.